# Gene Davis (lluitador)
Gene Davis   (Missoula, 1945) és un lluitador estatunidenc, ja retirat, especialista en lluita lliure, que va competir durant la dècada de 1970.
El 1972 va prendre part en els Jocs Olímpics d'Estiu de Munic, on quedà eliminat en sèries en perdre davant el vencedor final, el soviètic Zagalav Abdulbekov, en la competició del pes ploma del programa de lluita lliure. Quatre anys més tard, als Jocs de Montreal, va guanyar la medalla de bronze en la mateixa competició.
En el seu palmarès també destaquen el campionat de la NCAA de 1966 i els de l'AAU de 1974 i 1975. Una vegada retirat fou entrenador de lluita lliure. El 1985 fou inclòs al National Wrestling Hall of Fame.